# Edith Erastoff
Edith Erastoff (née le 8 avril 1887 à Helsinki, morte le 27 août 1945) est une actrice finlandaise du cinéma suédois.
C'est une des actrices du premier « âge d'or » du cinéma suédois.

## Biographie
Elle tourne en 1913 sous la direction de Mauritz Stiller Une Querelle de Frontières (Gränsfolken) et Les Ports en 1915, puis rencontre Victor Sjöström alors qu'il vient de se séparer de sa première femme, et il l'épouse en 1922. Elle tient le rôle féminin principal dans un de ses chefs-d'œuvre: Les Proscrits. Elle renonce à sa carrière d'actrice pour élever plusieurs fils et soutenir son mari dans son aventure hollywoodienne. Elle meurt d'un cancer en 1945.

## Filmographie
- 1913 : Une Querelle de Frontières de Mauritz Stiller
- 1915 : Les Ports de Mauritz Stiller
- 1917 : Les Proscrits de Victor Sjöström
- 1917 : Terje Vigen de Victor Sjöström
- 1919 : Le Chant de la fleur écarlate (Sången om den eldröda blomman) de Mauritz Stiller

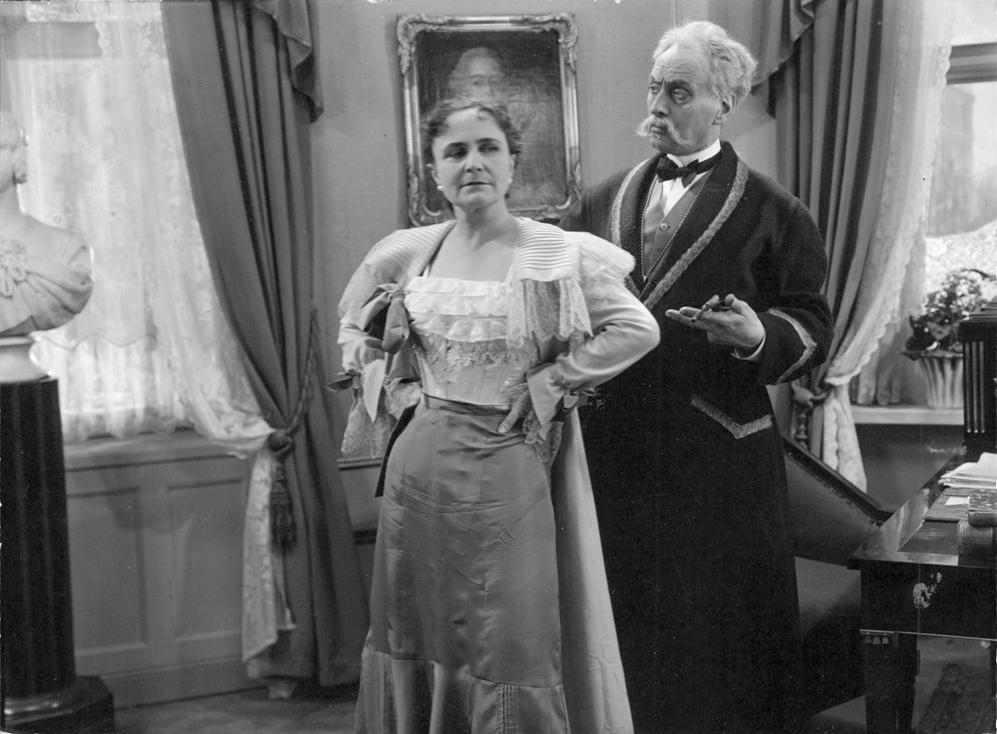
Edith Erastoff dans une scène de Johan Ulfstjerna en 1936.

- 1921 : Högre ändamål
- 1936 : Johan Ulfstjerna